# The Northolme
The Northolme, om sponsorredenen bekend onder de naam Gainsborough Martin & Co. Arena, is een voetbalstadion in de Engelse stad Gainsborough. Het stadion vormt de thuisbasis van Gainsborough Trinity, dat haar wedstrijden afwerkt in de Conference North. De totale capaciteit bedraagt 4.304, waarvan 504 zitplaatsen.